# Frances Houghton
Frances Julia P. Houghton (Oxford, 19 settembre 1980) è una canottiera britannica, vincitrice della medaglia d'argento nel 4 di coppia, sia alle Olimpiadi di Atene 2004 che a Pechino 2008.

## Palmarès
- Olimpiadi

Atene 2004: argento nel 4 di coppia.
Pechino 2008: argento nel 4 di coppia.
Rio de Janeiro 2016: argento nell'8.
- Mondiali

Kaizu 2005: oro nel 4 di coppia.
Eton 2006: oro nel 4 di coppia.
Monaco di Baviera 2007: oro nel 4 di coppia.
Cambridge 2010: oro nel 4 di coppia.